# Carl-Olov Carlsson
Carl-Olov Carlsson (* 7. Dezember 1988) ist ein ehemaliger schwedischer Automobilrennfahrer.

## Karriere
Carl-Olov Carlsson stieg 2002 in den Kartsport ein und fuhr dort bis 2003. Danach startete er 2004 und 2005 in verschiedenen Formel-Ford-Rennserien. In der Formel Ford Zetec Nordic erreichte er 2004 mit dem fünften Rang seine beste Platzierung in einem Formel-Gesamtklassement.
Parallel dazu ging er 2005 in zwei Rennen der Volvo S40 Challenge Schweden an den Start und wurde 14. in der Endwertung.
Ab 2006 trat Carlsson hauptsächlich in Markenpokalen an. 2006, 2007 und von 2012 bis 2014 fuhr er im Porsche Carrera Cup Skandinavien. Dort erreichte er 2007 mit dem vierten Platz seine beste Gesamtplatzierung in dieser Rennserie. 2013 startete er in der Porsche GT3 Cup Challenge Skandinavien und gewann die Meisterschaft.
Im Porsche Carrera Cup Deutschland ging er 2008 und 2009 mit dem Team ARAXA Racing an den Start. Im ersten Jahr erreichte er den 22. Gesamtplatz.
2011 und 2012 fuhr er in Trofeo-Abarth-500-Markenpokalrennen. 2012 wurde er im Trofeo Abarth 500 Schweden Vierter im Gesamtklassement.
In der Swedish GT Series ging er 2011 zu einem Rennen an den Start und erzielte den 15. Platz in der GTA-Wertung.